# クネンボ
クネンボ（九年母、学名：C. reticulata  'Kunenbo' ）は、柑橘類の一種。沖縄県ではクニブ、クニブーと呼ばれる。

## 歴史
東南アジア原産の品種といわれ、日本には室町時代後半に琉球王国を経由しもたらされた。皮が厚く、独特の匂い（松脂臭、テレピン油臭）がある。果実の大きさから、江戸時代にキシュウミカンが広まるまでには日本の関東地方まで広まっていた。沖縄の主要産品の一つだったが、1919年にミカンコミバエの侵入で移出禁止措置がとられてからは、生産量が激減し、さらに1982年に柑橘類の移出が解禁されてからは、ほとんどウンシュウミカンやタンカンなどが栽培されるようになった。現在は沖縄各地に数本ずつ残っており、伝統的な砂糖菓子の桔餅や皮の厚さと香りを利用したマーマレードなどに利用されている。

## 日本の柑橘類の起源
クネンボは日本の柑橘類の祖先の一つとなっている。自家不和合性の遺伝子の研究により、ウンシュウミカンとハッサクはクネンボの雑種である事が示唆された。この事からクネンボが日本在来品種の成立に大きく関与している事が明らかになった。2016年12月には、農業・食品産業技術総合研究機構（農研機構）果樹茶業研究部門が、DNA型鑑定により、ウンシュウミカンの種子親はキシュウミカン、花粉親はクネンボであることが分かったと発表した。

## 落語
古典落語に九年母という噺がある。九年母をもらった商家でそれを土産として丁稚に持って行かせる。丁稚は九年母を知らず、不思議に思って袋の中を見ると入っているのはミカンにしか見えない。その数がたまたま9個であったので勝手に納得し、その1つを懐に入れ、「八年母を持ってまいりました」。向こうの旦那が怪しんで袋を覗き「これは九年母ではないか」と問うと、猫ばばがばれたと思い慌てて懐の1つを取り出して「残りの一年母はここにございます」と下げる。